# Fokker G.I
El Fokker G.I era un caza bimotor pesado diseñado y fabricado por la firma Fokker, comparable en tamaño y funciones al Messerschmitt Bf 110 alemán. Aunque en producción antes de la Segunda Guerra Mundial, su introducción en combate se produjo en un momento en que los Países Bajos fueron superados por los alemanes. Los pocos G.I en servicio pudieron anotarse varias victorias. Algunos fueron capturados intactos después de que los alemanes hubieron ocupado los Países Bajos. El resto de la producción fue asumido por la Luftwaffe para su uso como entrenadores.

## Diseño y desarrollo
El G.I, fue diseñado como una empresa privada en 1936 por el ingeniero jefe de Fokker, el Dr. Schatzki. Destinado al cometido de jachtkruiser, (caza pesado) capaz de ganar la superioridad aérea en el aire, además de ser un destructor de bombarderos, el G.I cumpliría un cometido considerado importante en ese momento, por los defensores de las teorías de Giulio Douhet sobre el poder aéreo. El Fokker G.I utilizaba un diseño bimotor que presentaba una góndola central que albergaba a dos o tres miembros de la tripulación (un piloto, operador de radio / navegante / artillero trasero o un bombardero); dos largueros se extendían desde el borde de fuga de las alas hasta convertirse en una unidad de cola bideriva, cuya rigidez estaba asegurada por un estabilizador común que soportaba cada timón de profundidad. Esta disposición permitió que el armamento estuviera contenido dentro de la sección de proa, además de proporcionar al piloto un alto grado de visibilidad externa. Estaba dotado de un formidable armamento de un par de cañones Madsen de 23 mm y un dos de ametralladoras de 7,9 mm (luego ocho) en el morro y una más en un montaje giratorio en el cono trasero.
Además de su misión principal, el G.I podría configurarse para misiones de ataque al suelo y bombardeo ligero (podía llevar una carga de bombas de una bomba de 400 kg o combinaciones de dos de 200 kg o 10 de 26 kg.
El diseño y la construcción del prototipo (registrado como X-2) se completó en solo siete meses. En su presentación en el Salón Aeronáutico de París en noviembre de 1936, incluso antes de su primer vuelo, el G.I causó sensación, apareciendo en un acabado púrpura y amarillo (evocador de los colores republicanos españoles, considerado el primer cliente de exportación de Fokker).
Como todos los aviones Fokker de la época, el G.I era de construcción mixta; La parte frontal del fuselaje central se construyó alrededor de un marco soldado, cubierto con revestimiento de aluminio y la parte posterior, sin embargo, así como las alas, se construyeron completamente con madera. El prototipo G.I, impulsado por motores Hispano-Suiza 14AB-02/03 de 485 kW (650 hp), realizó su primer vuelo en el aeródromo de Welschap, cerca de Eindhoven el 16 de marzo de 1937 con Karel Mares en los controles. Más tarde, Emil Meinecke se hizo cargo de gran parte de los vuelos de prueba. El vuelo inaugural resultó satisfactorio, pero un vuelo de prueba posterior en septiembre de 1937 terminó con una explosión del supercargador que casi causó la pérdida del prototipo. El accidente provocó un reemplazo de los motores Hispano-Suiza por los motores Pratt & Whitney R-1535 SB4-G Twin Wasp Junior de 825 hp (615 kW) a 2625 rpm.

## Historial operacional
Durante las pruebas, la compañía recibió un pedido del gobierno republicano español por 26 ejemplares G.I con motores Pratt & Whitney. A pesar de recibir el pago, la orden estaba destinada a no cumplirse nunca, ya que el gobierno holandés impuso un embargo a la venta de equipo militar a España. Sin embargo, Fokker continuó construyendo los avione e incluso se publicó en la prensa la noticia de que estaban destinados a Finlandia, de ahí las persistentes historias sobre una orden finlandesa. Para hacer las cosas más complejas, Finlandia mostró un gran interés en el G.I, aunque finalmente se decantó por los bombarderos ligeros Bristol Blenheim.
Varias fuerzas aéreas extranjeras mostraron interés en el G.I como caza o como bombardero en picado. Para probar su potencial como bombardero en picado, el prototipo G.I fue equipado con frenos de picado operados hidráulicamente bajo las alas. Las pruebas de vuelo revelaron que el G.I era capaz de picar a más de 644 km/h y demostró capacidades acrobáticas. El capitán de la fuerza aérea sueca, Björn Bjuggren, probó el G.I en más de 20 inmersiones e informó favorablemente sobre su efectividad como bombardero en picado. Los pedidos de aviones G.1B Wasp vinieron de España (26 pedidos) y Suecia (18), mientras que la variante con motor Mercury fue ordenada por Dinamarca (12) junto con una licencia de producción que nunca fue utilizada. Aunque las fuerzas aéreas de Bélgica, Finlandia, Turquía, Suiza y Hungría (el consorcio Manfred Weiss solicitó una licencia de producción) mostraron gran interés, pero, no realizaron pedidos en firme.
La Luchtvaartafdeeling - División de Aviación del Real Ejército de los Países Bajos - (LVA) solicitó 36 G.IA con motores Bristol Mercury VIII de 825 hp; este era el motor estándar instalado en los cazas Fokker D.XXI, que se habían solicitado para equipar a dos escuadrones y en los bombarderos medios Fokker T.V . Solo los primeros cuatro ejemplares se construyeron como triplazas para el ataque a tierra, siendo el resto completados como cazas biplazas. Durante el período previo a las hostilidades, un total de 26 G.IA se pusieron en servicio en el tercer Jachtvliegtuigafdeling (JaVA) en Róterdam (aeródromo de Waalhaven), y en el 4º Grupo de caza JaVA en Bergen cerca de Alkmaar . Los G.I se involucraron activamente en patrullas fronterizas para garantizar la neutralidad; el 20 de marzo de 1940, un G.I del cuarta JaVA interceptó a un Armstrong Whitworth Whitley de la RAF cuando se desvió hacia el espacio aéreo holandés.
El 10 de mayo de 1940, cuando Alemania invadió los Países Bajos, las Luchtvaartarfdeling contaban con 23 G.IA en servicio, mientras que la producción de la variante G.IB "para España" contaba con una docena de aviones completados, en espera de armamento.
La invasión alemana comenzó con un temprano ataque de la Luftwaffe a los aeródromos holandeses a las 03:50 h. Mientras que el 4.º JaVA recibió un golpe devastador, perdiendo todos menos uno de sus doce aviones, ocho cazas del 3.º JaVA de la base aérea de Waalhaven en Róterdam, que ya estaban completamente abastecidos y armados, lucharon con éxito contra varios aviones alemanes. La aeronaves sobrevivientes continuaron volando, pero con pérdidas crecientes, reduciendo su número a tres aeronaves en condiciones de vuelo al final del primer día. A pesar de las fuertes pérdidas del 4.º JaVA, algunos de los aviones se pudieron mantener en el aire utilizando piezas de varios aviones inutilizados. En la "Guerra de los cinco días", los cazas G.I disponibles se desplegaron principalmente en misiones de ataque terrestre, atacando a las unidades de infantería alemana que avanzaban, pero también fueron usados para atacar los transportes Junkers Ju 52/3m . Aunque los informes son fragmentarios e inexactos en cuanto a los resultados, los G.I se emplearon en Róterdam y La Haya, contribuyendo a la pérdida de 167 Ju 52 y anotando hasta 14 derribos confirmados.
Al término de las hostilidades, los alemanes capturaron varios G.I en diferente estado, y el resto de los G.IB de la orden española se completó en la planta de Fokker a mediados de 1941 para ser asignados como entrenadores de caza para las tripulaciones del Bf 110 en Wiener Neustadt. Durante los siguientes dos años, el Flugzeugführerschule (B) 8 voló el G.IB hasta que el desgaste y la falta de repuestos hizo que fueran dados de baja.
El 5 de mayo de 1941, el piloto de pruebas de Fokker, Hidde Leegstra, acompañado por el ingeniero (y miembro de la Junta de Directores de Fokker) Piet Vos, logró fugarse a Inglaterra en un G.IB. El subterfugio de la tripulación consistió en conseguir combustible adicional (solo se permitía repostar para 15 min de vuelo) para un supuesto vuelo de prueba, así como sumergirse en las nubes para evadir al avión de la Luftwaffe que los escoltaba. Después de aterrizar en Inglaterra, fue llevado al Royal Aircraft Establishment de Farnborough para su estudio y empleado más tarde por Phillips y Powis Aircraft, (luego Miles Aircraft). La compañía había diseñado un cazabombardero de madera, y estaba interesado en la estructura del ala del G.I y su resistencia a los rigores de un clima británico. A pesar de haber sido dejado a la intemperie durante el resto de la guerra, el G.I sobrevivió solo para ser finalmente desechado después de 1945.
Hoy en día no hay G.I sobrevivientes, aunque se ha construido una réplica. Esta se pudo encontrar en el Museo de la Fuerza Aérea Holandesa en Soesterberg hasta 2013. Después, se almacenó en el Museo Militar Nacional (NMM), también ubicado en Soesterberg. Desde el 25 de agosto de 2018, esta réplica (después de la restauración) vuelve a exhibirse en el hangar de aviación más antiguo de los Países Bajos en los terrenos del museo.

## Variantes
G.I
Prototipo, propulsado por dos motores Hispano-Suiza 14AB-02/03; uno construido, c / n 5419. Armado con dos ametralladoras de 7,92 mm y dos cañones automáticos Madsen de 23 mm.
G.IA
Modelos biplaza y triplaza, propulsados por motores Bristol Mercury VIII; 36 construidos, c/n 5521-5556.
G.IB Wasp
"Modelo de exportación" de dos asientos, más pequeño [N 2], impulsado por Pratt & Whitney R-1535 SB4-G Twin Wasp Junior ; 26 construidos, c/n 5557-5581.

## Especificaciones técnicas (Fokker G.IA)
Referencia datos: Enciclopedia Ilustrada de la Aviación Vol. 8 pag 1897

### Características generales
- Tripulación: 2/3
- Longitud: 11,50 m
- Envergadura: 17,15 m
- Altura: 3,40 m
- Superficie alar: 38,30 m²
- Peso vacío: 3360 kg
- Peso máximo al despegue: 4800 kg
- Planta motriz: 2× radial nueve cilindros en estrella Bristol Mercury VIII.
  - Potencia: 825 hp cada uno.

### Rendimiento
- Velocidad nunca excedida (Vne): 475 km/h a 2750 m
- Velocidad crucero (Vc): 355 km/h
- Alcance: 1400 km
- Techo de vuelo: 9300 m
- Carga alar: 125,3 kg/m²

### Armamento
- Ametralladoras: 9× Browning AN/M2
- Bombas: 400 kg

### Aviones de función, configuración y época comparables
- Bristol Beaufighter
- Bristol Blenheim
- Kawasaki Ki-45
- Lockheed P-38 Lightning
- Messerschmitt Bf 110a
- Potez 630